# Diocese de Villa María
A Diocese de Villa María (em latim: Dioecesis Civitatis Mariae) é uma diocese localizada na cidade de Villa María, pertencente a Arquidiocese de Córdoba na Argentina. Foi fundada em 11 de fevereiro de 1957 pelo Papa Pio XII. Com uma população católica de 308.513 habitantes, sendo 80,9% da população total, possui 50 paróquias com dados de 2017.

## História
A Diocese de Villa María foi criada a partir da Arquidiocese de Córdoba em 11 de fevereiro de 1957. 

## Lista de bispos
A seguir uma lista de bispos desde a criação da diocese. 
|       | Nome                       | Período    | Notas                        |
| Bispo | Bispo                      | Bispo      | Bispo                        |
| ----- | -------------------------- | ---------- | ---------------------------- |
| 6º    | Samuel Jofré Giraudo       | 2013-atual |                              |
| 5º    | José Ángel Rovai           | 2006-2013  |                              |
| 4º    | Roberto Rodríguez          | 1998-2006  | nomeado Bispo de La Rioja    |
| 3º    | Alfredo Guillermo Disandro | 1980-1998  |                              |
| 2º    | Cándido Genaro Rubiolo     | 1977-1979  | nomeado Arcebispo de Mendoza |
| 1º    | Alberto Deane              | 1957-1977  |                              |